# Déclenchement préventif d'avalanches

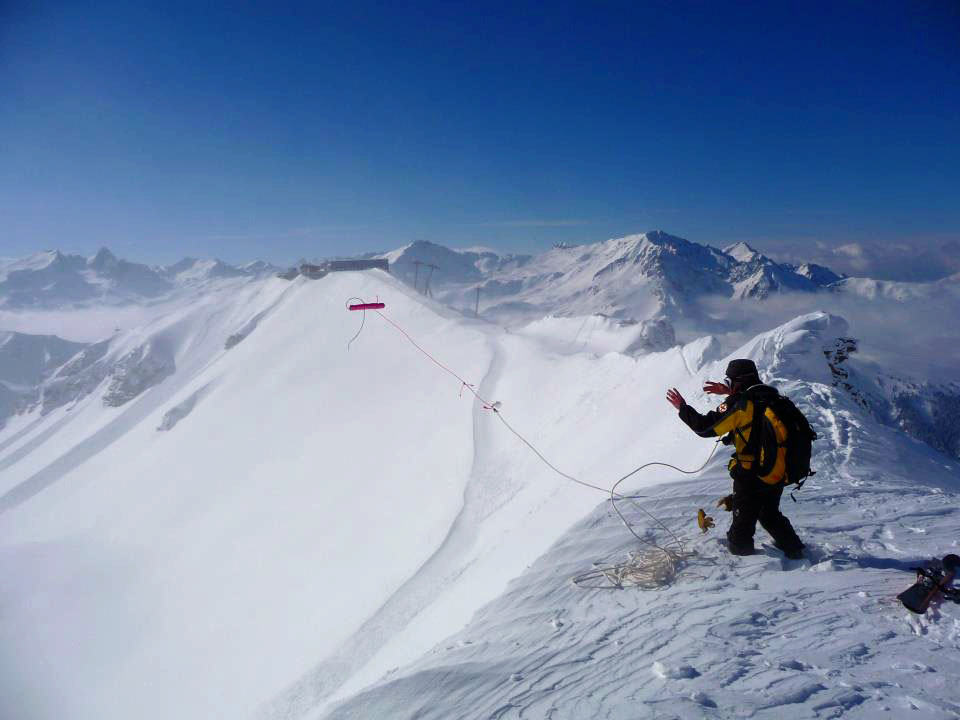
Déclenchement préventif d'avalanche avec lancer de charge explosive par un pisteur-secouriste.

Le déclenchement préventif d'avalanches, ou déclenchement artificiel des avalanches, est un ensemble de dispositions techniques permettant de déclencher des avalanches volontairement à un instant souhaité dans un lieu choisi, pour sécuriser des domaines skiables (notamment pistes et remontées mécaniques), des réseaux routiers ou de chemin de fer, des exploitations minières, etc..
Il s'agit de provoquer une onde de choc sur le manteau neigeux pour déstabiliser et mettre en mouvement une récente accumulation de neige dans la zone de départ. Ceci s'obtient soit avec une charge explosive, soit avec une explosion gazeuse. En cas de tir positif, c'est-à-dire avec production d'une avalanche, ceci réduit très fortement la possibilité du déclenchement naturel d'une grande avalanche destructrice dans le même secteur, très souvent jusqu'à la chute de neige significative ultérieure. C'est donc une mesure de protection paravalanche temporaire.
Le déclenchement préventif d'avalanches nécessite d'une part des interdictions temporaires de présence humaine dans les lieux potentiellement menacés par l'avalanche déclenchée et d'autre part un encadrement assez strict de la gestion des explosifs utilisés : une réglementation nationale, très variable selon les pays, encadre donc sa délicate et dangereuse mise en œuvre. Cette dernière nécessite du personnel qualifié, formé et entraîné : le plus souvent des pisteurs-secouristes.

## Cadrage

### Avantages - Inconvénients
Comme moyen technique de protection paravalanche, le déclenchement artificiel préventif présente plusieurs avantages : 
- les avalanches ainsi provoquées sont, dans la très grande majorité des cas, moins volumineuses que les avalanches naturelles[3] : le manteau neigeux étant purgé régulièrement (dès que les conditions le permettent, par exemple autour de 30 cm de neige récente), l'accumulation de neige au départ est normalement beaucoup moins conséquente ; C'est pourquoi ces avalanches se propagent moins loin que leurs homologues naturelles ;
- des mesures préventives de sécurité sont prises pour les sites menacés, avant le déclenchement, durant le temps des opérations : interdiction au public, fermeture de routes / de pistes, évacuation de bâtiments ;
- la sécurisation vis-à-vis des avalanches ainsi obtenue est :
  - bonne pour les infrastructures sus-citées : leurs gestionnaires assurent ainsi leur ouverture plus sûre et plus rapide ;
  - efficace et économique à court et moyen terme : le coût est relativement peu élevé par déclenchement, mais il est répétitif chaque hiver.

Cette action présente néanmoins plusieurs inconvénients :
- le risque d'extension exceptionnelle : le déclenchement d'une avalanche anormalement « grande »[4] (en longueur, en largeur, en volume) ou avec un parcours peu habituel ;
- l'engagement juridique, la responsabilité, de l'organisateur de la technique, de l'artificier ;
- l'engagement technique de l'artificier et de son binôme ; Lors de l'approche des zones de départ (ex : parcours parfois sur site très escarpé, hélicoptère avec mauvais temps), avec le risque d'être atteint par l'explosion[5] ou par l'avalanche déclenchée, lors de la mise en œuvre d'explosifs ;
- la vérification indispensable préalable de l'absence de toute vie humaine dans l'emprise prévisible de l'avalanche déclenchée, ce qui n'est pas toujours facile, notamment la nuit, par brouillard, lorsque la neige tombe ;
- la gestion d'un déclenchement infructueux (tir négatif ou avec tir positif mais sans écoulement d'avalanche) : quelle est la conduite tenir alors que le danger d'avalanche n'est pas écarté ou lorsque la charge explosive n'a pas explosé ?

C'est pourquoi, la petite taille de l'avalanche que l'on cherche à déclencher n'étant jamais garantie, il faut éviter d'utiliser cette technique lorsque des habitations sont potentiellement menacées ou lorsque la situation nivo-météorologique est devenue « exceptionnelle ».

### Réglementations nationales
Le développement de moyens techniques utilisant une explosion gazeuse permet de s'affranchir des règlementations nationales concernant les produits explosifs à usage civil. Certaines sont draconiennes (Italie, Japon).

### France
La réglementation française permet l'usage civil de produits explosifs mais elle impose que, sur leurs lieux d'emploi, ils « doivent rester sous la surveillance de l'utilisateur ». Ainsi d'une part les moyens techniques laissant les explosifs dans ou à proximité de la zone de départ ne peuvent être utilisés (exemple : mat Wyssen) et d'autre part la gestion des ratés de tir est strictement encadrée.
Toute personne physique utilisateur d'explosif doit être titulaire d'une autorisation individuelle.
L'élaboration et le respect d'un plan d'intervention de déclenchement des avalanches, PIDA, est un préalable à toute opération de déclenchement artificiel d'avalanche. Il est établi sous l'autorité du maire de la commune ou se situe le point de déclenchement et fait donc l'objet d'un arrêté municipal qui doit être approuvé par les services de l’État. Chaque PIDA mentionne a minima :
- l'organigramme des personnels chargés de son application ;
- l'inventaire des points de déclenchement prévus et des zones interdites au public, avec les documents cartographiques correspondants ;
- un recueil de consignes de sécurité à mettre en œuvre pour le public et les personnels concernés ;
- des consignes de tir par secteur et/ou par types de déclenchement utilisé.

### Suisse
La pratique du déclenchement artificiel des avalanches nécessite une autorisation artificielle de minage qui ne peut être obtenue qu'après suivi de cours spéciaux et réussite à l'examen correspondant. Un plan de minage prescrivant les mesures particulières de protection et de sécurité est nécessaire et la jurisprudence indique que « Celui qui  déclenche artificiellement des avalanches en dépit du fait que des dommages puissent en résulter agit de manière illicite ». Un guide de minage "Tirs d'avalanches" prescrit de nombreuses dispositions.

## Moyens techniques
Les principaux critères de distinction des moyens techniques utilisés pour le déclenchement artificiel des avalanches sont la sécurité des utilisateurs (présence ou non à proximité de la zone de départ, usage ou non d'explosifs), l'efficacité de déclenchement (puissance / ampleur / localisation de la détonation produite), l'aptitude à desservir plusieurs points de tir voisins, l'indépendance vis à vis des conditions météorologiques (visibilité, vent, froid), la durée d'exécution et les coûts (d'investissement / de fonctionnement),. Une surpression d'un minimum de 25 millibars sur le manteau neigeux permet d'obtenir une bonne efficacité de déclenchement. Cette efficacité est très nettement améliorée lorsque l'explosion se produit 2 à 3 mètres au dessus du manteau neigeux,, elle est très fortement réduite lorsque l'explosion se produit à l'intérieur du manteau neigeux.

### Par charge explosive

#### Le déclenchement manuel
L'utilisateur qualifié doit se rendre à proximité de la zone de départ d'avalanche. Avec son aide, il y prépare une charge explosive (exemples : dynamite, émulsion) d'une masse comptée en kilo, et l'amorce avec  un détonateur. Puis soit il la lance à la main, soit il la fait glisser, souvent sur une luge, pour la faire exploser à l'endroit pentu opportun constituant le point de tir.
Cette technique est très utilisée car peu chère, mais elle se révèle dangereuse pour l'opérateur.

#### Le câble transporteur d'explosif

Station motrice d'un câble transporteur d'explosifs installé à Serre-Chevalier afin d'y prévenir les avalanches.

Un Catex (abréviation de CAble Transporteur d'EXplosif) est un câble tournant sur lequel on attache des charges d'explosifs pour les acheminer au-dessus des zones de départ d'avalanche afin de les déclencher au cours de chaque épisode neigeux significatif. Le matériel est assez semblable à celui d'un téléski simplifié : le câble est supporté par des pylônes équipés de poulies mais celles-ci génèrent de nombreux angles et aucun aménagement du sol n'est nécessaire tout au long du câble. Le câble est mis en rotation le plus souvent par une station motrice.
Le bon positionnement des charges peut être automatisé, lors du transport par le câble et/ou pour la descente à proximité du manteau neigeux. L'ordre de tir peut être donné par l'artificier neige depuis la gare de départ par un moyen radio.

#### L'avalancheur
C'est un propulseur pneumatique capable de lancer des flèches explosives à plusieurs centaines de mètres, de distance et de dénivelée. Il ressemble à un petit « canon » mais c'est la détente d'un gaz inerte, l'azote, qui propulse la flèche.

#### Armes militaires
Dans certains pays, comme aux États-Unis, en Russie, ou en Suisse, des armes militaires peuvent être employées pour le déclenchement préventif d'avalanches.
En Suisse, c'est le tube roquette ainsi que le lance-mines 8,1 cm 1933 qui sont employés à cet effet.

### Par explosion gazeuse
Le mélange quasi stœchiométrique d'un gaz combustible (ex : propane, hydrogène) et d'un gaz comburant (ex : oxygène) dans une enceinte relativement confinée et une étincelle peuvent produire une forte détonation. L'onde de choc (surpression suivie d'une dépression) ainsi produite par ce mélange binaire explosif est orientée au-dessus du manteau neigeux : ceci peut le mettre en mouvement pour déclencher une avalanche. Cette technique permet d'éviter des réglementations nationales contraignantes vis-à-vis des explosifs et est souvent commandée à distance.

#### Gazex / Gazflex

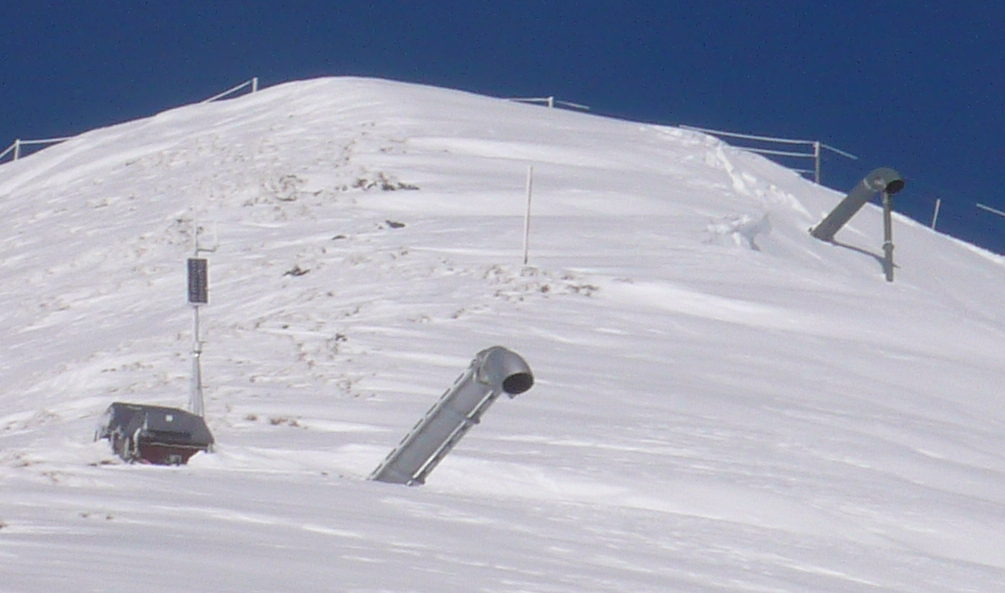
Un abri (à gauche) et deux exploseurs Gazex aux Contamines-Montjoie en France.

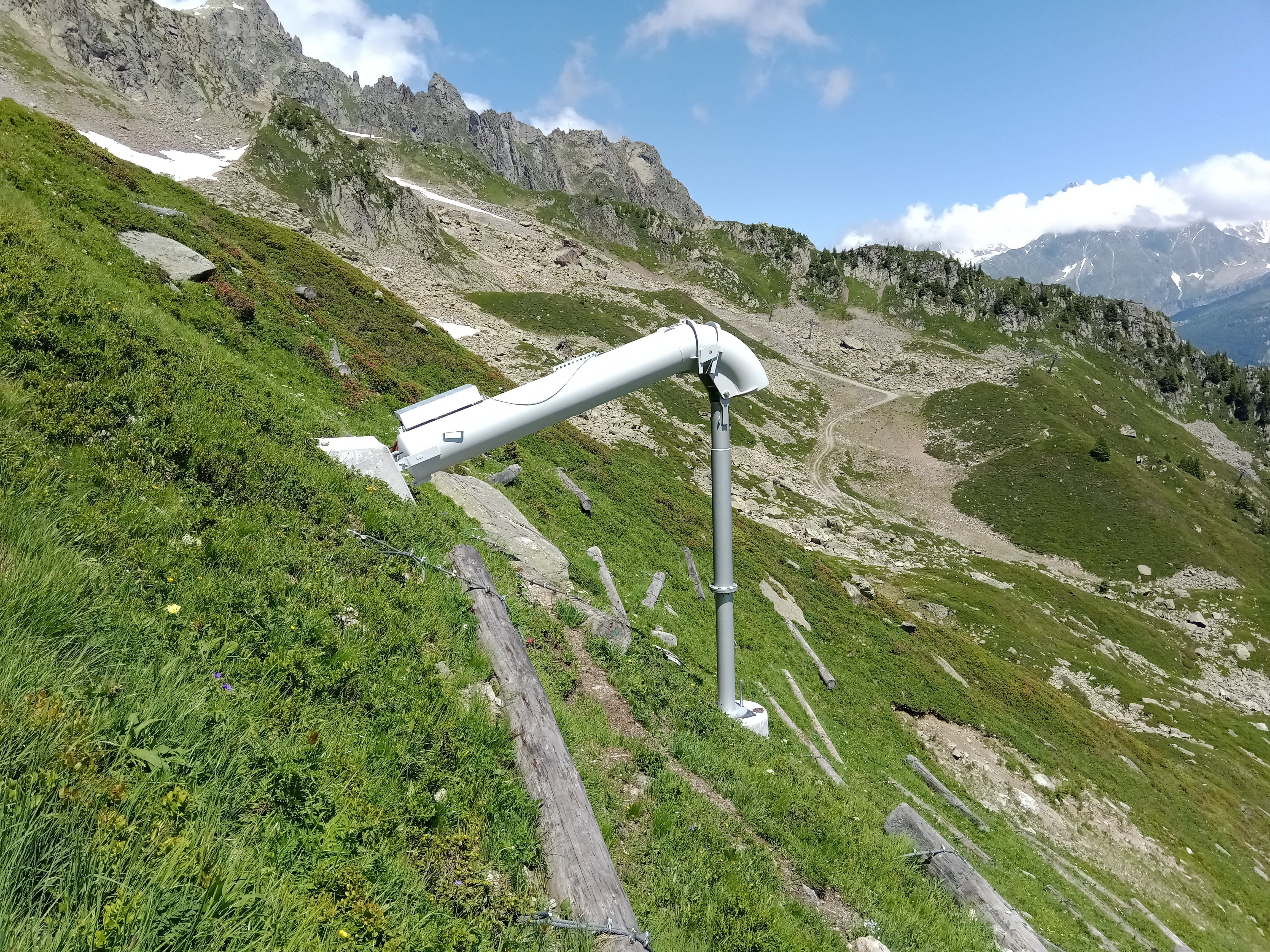
Gazex en été au-dessus de Chamonix-Mont-Blanc en France.

Inventé dans les années 1980, ce système est fixe. Les deux gaz utilisés sont l'oxygène et le propane. Ils sont stockés, gérés dans un abri spécifique, puis acheminés séparément par un double tuyau vers la zone de départ des avalanches où est positionné un solide tube en acier, coudé et ouvert vers l'aval au-dessus du manteau neigeux : le tube exploseur, appelé aussi « dragon ».
Il en existe trois volumes et trois types.
| Volume de l'exploseur | Rayon autour de l'exploseur où la pression >25mbar |
| --------------------- | -------------------------------------------------- |
| 0,8 m3                | 30 mètres                                          |
| 1,5 m3                | 40 mètres                                          |
| 3,0 m3                | 50 mètres                                          |

Il est considéré que 25 millibars est la pression minimale retenue pour déclencher une avalanche.
- Le Gazex standard est maintenu à l'avant par des barres d'ancrage fixées dans le sol. Elles permettent de contenir les efforts produits par l'explosion.
- Le Gazex par inertie repose sur un contrepoids fixe ancré dans le sol à l'avant. Lors de l'explosion le tube se soulève, mais le contrepoids permet de retenir sa chute.
- Le Gazflex : l'ensemble du tube repose ici sur un brancard, appelé « flex », qui se comporte de la même manière qu'un ressort. Les efforts sont amortis directement par le flex et transmis ensuite aux ancrages.

Les exploseurs sont reliés par deux canalisations (une pour chaque gaz) à un coffre ou un abri (la longueur des canalisations dépend du volume de l'exploseur). Ces centrales à gaz contiennent l'alimentation nécessaire en gaz, une station météo, un sismomètre qui permet de déterminer si une avalanche s'est déclenchée ou non, un système de commande, etc. Un abri est capable d'alimenter jusqu'à dix exploseurs. Un coffre peut en contenir deux ou un unique 3 m3.
La commande à distance peut s'effectuer par radio ou GSM via un logiciel, ou de manière filaire (seulement pour les abris). Depuis son ordinateur, l'opérateur peut commander l'ouverture des vannes qui vont libérer une quantité de gaz prédéterminée. Le responsable de tir est le seul habilité à utiliser cet appareil et le seul à connaître les codes d'accès. Le mélange se réalise à la base du tube, et le système de mise à feu induit ensuite automatiquement l'explosion. Une période de 15 minutes est nécessaire avant de pouvoir tirer de nouveau, cet intervalle de temps correspond au remplissage des cuves de propane. Les quantités de gaz sont évaluées avant le début de saison afin que les Gazex / Gazflex puissent être autonomes tout au long de la période hivernale.

### Moyens complémentaires
Le  radar d'acquisition et de surveillance terrestre, en version civile, permet la surveillance de zone d'avalanches. On le trouve alors sous le nom de « radar de suivi de personnes ». Cette surveillance permet de mieux gérer le déclenchement préventif d'avalanches.